# Gouvernement Gakharia II
République de Géorgie
Gakharia I Garibachvili II
Le gouvernement Gakharia II (en géorgien : გიორგი გახარიას მთავრობა) est le gouvernement de la république de Géorgie du 24 décembre 2020 au 22 février 2021, sous la Xe législature du Parlement.

## Historique et coalition
Le gouvernement est dirigé par le nouveau Premier ministre libéral Guiorgui Gakharia. Il est constitué et soutenu par le Rêve géorgien-Géorgie démocratique (KO-DS). Seule, il dispose de 90 députés sur 150, soit 60 % des sièges du Parlement.
Il est formé à la suite de la démission du premier gouvernement, au pouvoir depuis septembre 2019.
Il succède donc au gouvernement Bakhtadze, constitué et soutenu dans des conditions identiques.

### Formation
Gakharia est désigné candidat à un nouveau mandat le 14 décembre. Son cabinet, annoncé le 18 décembre, ne change que le ministre de la Justice, remplaçant Tea Tsouloukiani par son adjoint Gotcha Lordkipanidzé. Il reconduit Maïa Tskitichvili, ministre de l'Infrastructure et du Développement régional, comme première vice-Première ministre, et nomme David Zalkaliani, ministre des Affaires étrangères, comme second vice-Premier ministre.
Le gouvernement Gakharia II est confirmé le 24 décembre avec un vote unanime de 85 députés.

### Succession
À partir de février 2021, des manœuvres au sein du gouvernement géorgien provoquent des rumeurs vers une démission potentielle de Guiorgui Gakharia, notamment le limogeage par le ministères Affaires intérieures de plusieurs dirigeants régionaux de la police géorgienne, considéré comme une tentative de purger le secteur public des loyalistes à Gakharia par certains cadres au sein de la structure gouvernementale.
Le 17 février, la Cour municipale de Tbilissi autorise l'arrestation du chef de l'opposition Nika Melia, président du MNU, pour violations des termes de son assignation à domicile, une décision condamnée par de nombreuses figures de la communauté internationale. Dans la matinée du 18 février, tandis que les forces de l'ordre viennent arrêter Melia, Guiorgui Gakharia annonce sa démission lors d'une conférence de presse.
Irakli Gharibachvili est désigné nouveau Premier ministre. Gharibachvili, ministre de la Défense dans les gouvernements Gakharia I et II, est confirmé par le Parlement géorgien le 23 février.

## Composition
- Par rapport au gouvernement Gakharia I, les nouveaux ministres sont indiqués en gras, ceux ayant changé d'attributions en italique[10].

| Fonction                                                                                  | Titulaire | Titulaire                                                           | Parti |
| ----------------------------------------------------------------------------------------- | --------- | ------------------------------------------------------------------- | ----- |
| Premier ministre                                                                          |           | Guiorgui Gakharia (jusqu'au 18/02/2021) Maïa Tskitichvili (intérim) | KO-DS |
| Première vice-Première ministre Ministre du Développement régional et des Infrastructures |           | Maïa Tskitichvili                                                   | KO-DS |
| Vice-Premier ministre Ministre des Affaires étrangères                                    |           | David Zalkaliani                                                    | KO-DS |
| Ministre de la Justice                                                                    |           | Gotcha Lordkipanidzé                                                | KO-DS |
| Ministre des Finances                                                                     |           | Ivané Matchavariani                                                 | KO-DS |
| Ministre de l'Économie et du Développement durable                                        |           | Natia Tournava                                                      | KO-DS |
| Ministre des Déplacés internes, de la Santé, du Travail et des Affaires sociales          |           | Eka Tikaradzé                                                       | KO-DS |
| Ministre de l'Intérieur                                                                   |           | Vakhtang Gomelaouri                                                 | KO-DS |
| Ministre de la Défense                                                                    |           | Irakli Garibachvili                                                 | KO-DS |
| Ministre de l'Éducation, de la Science, de la Culture et des Sports                       |           | Mikheïl Tchkhenkeli                                                 | KO-DS |
| Ministre de la Protection de l'environnement et de l'Agriculture                          |           | Levan Davitachvili                                                  | KO-DS |
| Ministre d'État pour la Réconciliation et l'Égalité civile                                |           | Tea Akhvlediani                                                     | KO-DS |